# In on the Kill Taker
Albums de Fugazi
Steady Diet of Nothing Red Medicine
In on the Kill Taker est le troisième album studio du groupe de post-hardcore américain Fugazi, sorti en 1993.

## Historique

### Enregistrement
Le groupe avait initialement enregistré des démos pour cet album à Chicago avec le producteur Steve Albini, mais n'était pas satisfait de sa prestation et a enregistré à nouveau l'album à Washington D.C. avec Ted Niceley.
Les enregistrements originaux effectués à Chicago ont depuis été piratés sur des réseaux de partage de fichiers.

### Réalisation
La chanson "Walken's Syndrome" fait référence à un film de Woody Allen, Annie Hall, où le personnage interprété par Christopher Walken sent la pulsion de se fracasser sur les voitures allant à contre-sens dans le trafic de nuit.
Le titre de l'album vient d'un écrit que Guy Picciotto a trouvé sur le trottoir.[citation nécessaire]
L'album sort en mai 1993,.

## Liste des titres
1. "Facet Squared" – 2:42
2. "Public Witness Program" – 2:04
3. "Returning the Screw" – 3:13
4. "Smallpox Champion" – 4:01
5. "Rend It" – 3:48
6. "23 Beats Off" – 6:41
7. "Sweet and Low" – 3:36
8. "Cassavetes" – 2:30
9. "Great Cop" – 1:52
10. "Walken's Syndrome" – 3:18
11. "Instrument" – 3:43
12. "Last Chance for a Slow Dance" – 4:38

## Collaborateurs
- Ted Niceley et Fugazi – production
- Don Zientara – ingénieur son
- Chad Clark – 2004 remastering